# Westminstermodellen

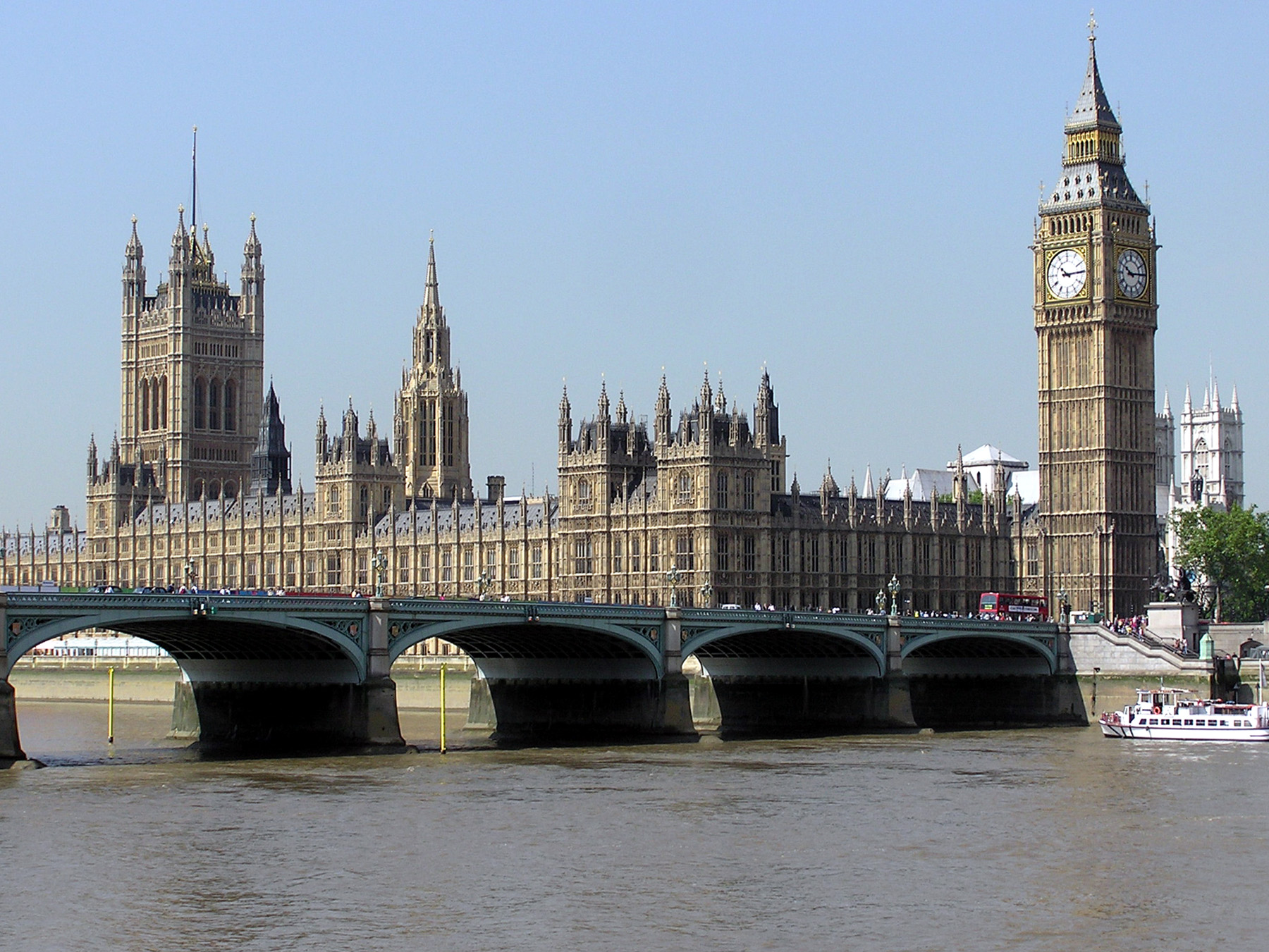
Westminsterpalatset i London

Westminstermodellen eller Westminstersystemet är ett parlamentariskt styrelseskick baserat på Storbritanniens politiska system. Modellen har sitt namn från Westminsterpalatset i London där det brittiska parlamentet har sitt säte. Modellen används i en rad tidigare brittiska kolonier – som Kanada, Australien, Nya Zeeland, Jamaica, Indien och Republiken Irland. Modellen innebär en uppsättning procedurer för organisering av en lagstiftande församling. 
Även om Westminstermodellen är ett parlamentariskt system, finns det många parlamentariska stater, som Tyskland, Italien och Japan, vars parlamentariska procedurer skiljer sig betydande från Westminstersystemet.
Westminstermodellen benämns också ofta som majoritetsmodellen. Statsvetaren Arend Lijphart skiljer den modellen å ena sidan och konsociationella demokratier/konsensusmodellen å den andra. 

## Kännetecken
Westminster-/majoritetsmodellen har i sin idealform följande åtta kännetecken: 
- Att den utövande makten är koncentrerad i regeringar som har utgått av ett parti – och detta parti har majoritet i parlamentet.
- En sammansmältning av parlamentarisk makt i en regering som – emedan den utgår ur ett majoritetsparti – också kontrollerar den folkvalda församlingen.
- Ett asymmetriskt tvåkammarsystem eller (helst) ett enkammarsystem utan särskilt inslag av maktdelning (ett eventuellt överhus – som i Storbritannien – har alltså liten eller ingen makt).
- Ett tvåpartisystem (i realiteten finns det ofta några mindre partier, men de två största dominerar; dock börjar Storbritanniens politiska system att bli ett trepartisystem bestående av arbetarpartiet, de konservativa och liberaldemokraterna).
- Ett endimensionellt partisystem där den politiska kampen koncentreras till ett sakområde, till exempel ekonomisk politik.
- Ett valsystem med majoritetsval i enmansvalkretsar.
- En enhetlig och centraliserad statsmakt.
- Ett system utan formella konstitutionella begränsningar av regeringens makt.